# Левски (Омуртаг)
Вижте пояснителната страница за други значения на Левски.
ФК Левски е български футболен отбор от град Омуртаг.
Основан е през юни 1943 г. като спортен клуб „Левски“ с отбори по футбол, волейбол и баскетбол от членове на бившите спортни клубове в Омуртаг „Родина“ и „Славия“. Пръв председател на клуба е Енчо Камбуров.
През 1972/73 г. достига до 16-финал за купата на страната. Тогава на 1/32-финала отстранява отбора на Локомотив (Русе) с 2:0. На 16-финала обаче е отстранен от Етър с 0:3.
От 1978 до 1990 г. се нарича „Червено знаме“. През 1987/88 достига до 8-финал за Купата на Съветската армия, като на 16-финала отстранява като гост с 13:12 след продължения и дузпи отбора на Марица-Изток (Раднево), но след това е отстранен от Черно море с 2:3.
От 1990 до 1993 г. се нарича ФК „Омуртаг“, след което отново е преименуван на „Левски“.
Играе мачовете си на градския стадион "Омуртаг", с капацитет 6000 зрители. Основните цветове на клуба са синьо и бяло.

## Успехи
- Осминафиналист за Купата на Съветската армия през 1987/88 г.
- Шестнайсетинафиналист за купата на страната през 1972/73 г.
- Второ място в североизточна трета лига през сезон 1988/1989
- Многократен шампион на А ОФГ Търговище - четвърта лига

## Известни футболисти
- Марин Богословов
- Георги Дянков
- Георги Младенов
- Николай Славов
- Васил Брусарски
- Борис Стефков
- Младен Младенов
- Хасан Салилов
- Валентин Станков
- Кирил Янев
- Рафет Беделев
- Мехмед Беделев